# Cyphoma gibbosum
Monnaie caraïbe à ocelles, Langue de flamant
Espèce
Cyphoma gibbosum, communément nommé Monnaie caraïbe à ocelles ou Langue de flamant, est une espèce de mollusque gastéropode de la famille  des Ovulidae.  
La Monnaie caraïbe à ocelles est présente dans les eaux tropicales de la zone occidentale de l'océan Atlantique, soit de l'État de la Caroline du Nord au nord du Brésil en incluant le golfe du Mexique ainsi que la mer des Caraïbes.
Sa taille maximale est de 3 cm.
Il se rencontre sur les gorgones dont il consomme les tissus externes.
Il a servi d’équivalent de monnaie dans les Antilles entre les populations indigènes du XVIIe au XIXe siècle.

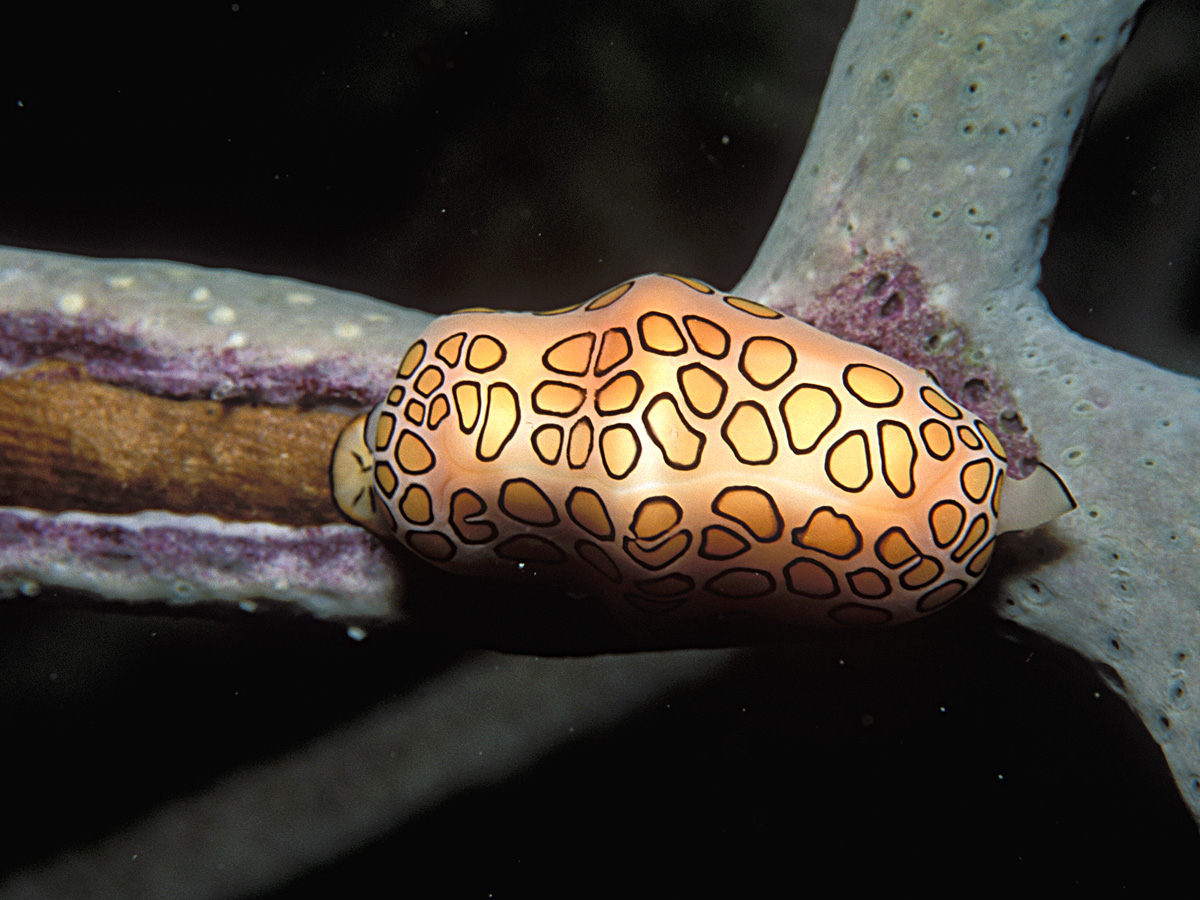
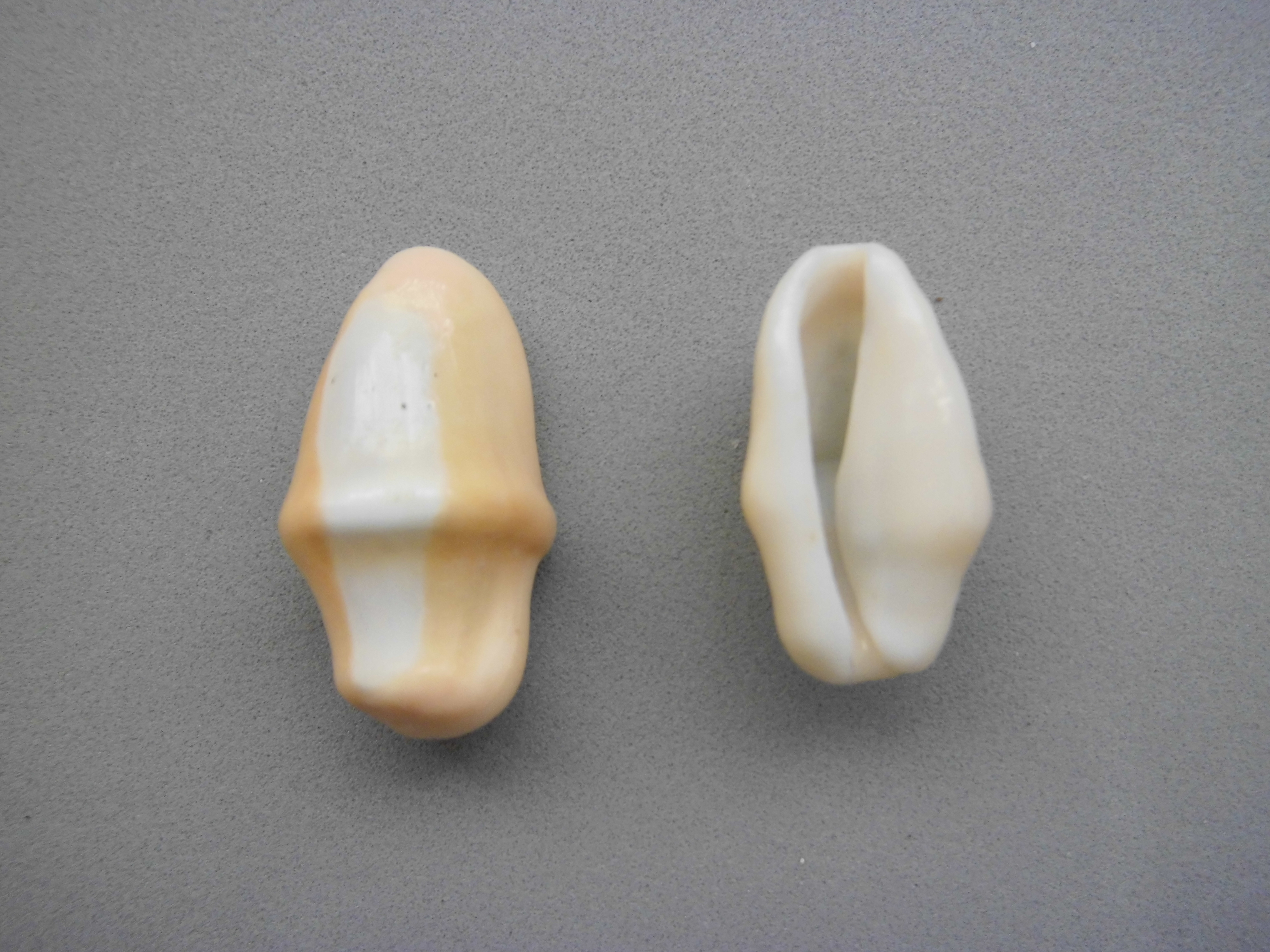
undefined